# Molène lychnite
Verbascum lychnitis
Espèce
Classification APG III (2009)
La molène lychnite (Verbascum lychnitis) est une plante herbacée du genre Verbascum et de la famille des Scrofulariacées.

## Description
Cette molène a une inflorescence très ramifiée. Elle se rencontre dans les pelouses, les clairières et sur les bords de chemins. Sa forme la plus classique présente des fleurs blanches. Néanmoins en France dans le département des Alpes du Sud et de la Lozère , la molène lychnite a des fleurs jaunes.

### Caractéristiques
Organes reproducteurs
- Couleur dominante des fleurs : blanc, jaune
- Période de floraison : juillet-octobre
- Inflorescence : racème d'épis
- Sexualité : hermaphrodite
- Ordre de maturation : homogame
- Pollinisation : entomogame

Graine
- Fruit : capsule
- Dissémination : épizoochore

Habitat et répartition
- Habitat type : friches vivaces xérophiles, médioeuropéennes
- Aire de répartition : eurasiatique septentrional

Données d'après : Julve, Ph., 1998 ff. - Baseflor. Index botanique, écologique et chorologique de la flore de France. Version : 23 avril 2004.